# Vily Augusta a Ericha Lassmannových
Vily Augusta a Ericha Lassmannových nebo také Lassmanova vila jsou konstruktivistické stavby v Opavě – Předměstí, nedaleko historického centra Opavy. Bratři August a Erich Lassmannovi, oba vzděláním právníci, byli představiteli významného rodu působícího v Opavě od konce 19. století.
Vily Lassmannových stojí na nároží dnešních ulic Tyršova a Rooseveltova – vila Augusta Lassmanna v Tyršově č. 26/čp. 1863 a vila Ericha Lassmanna v Rooseveltově č. 37/čp. 1864. Oba domy, které byly navrženy takřka zrcadlově, jsou ukázkovými stavbami 30. let 20. století určenými pro vyšší společenskou třídu.
Nejdříve byla postavena v letech 1932 – 1933 vila pro Augusta Lassmanna (1897 – 1972) s manželkou, později byla postavena vila pro Ericha Lassmanna (*1891). Obě stavby byly navrženy opavským architektem Otto Reichnerem,  byly provedeny firmou Ericha Geldnera a odkazují na tvorbu Adolfa Loose. Domy jsou řešeny jako kompozice tří hranolů a jsou kryté plochou střechou. V obou architekt zvolil jako centrální prvek patrovou schodišťovou halu, na niž byly napojeny v přízemí společenské prostory (např. pracovna, knihovna, hudební pokoj, jídelna, pánský pokoj), kdežto v patře ložnice.
Vila Augusta Lassmanna stojí volně na nároží, přičemž východní stranou, v níž je umístěn domovní vchod a vjezd do garáže, se obrací do Tyršovy ulice a jižní strana, kde je krytá veranda a střešní terasy o více úrovních, je směřována do Rooseveltovy ulice. Vila je od roku 1990 kulturní památkou. Vila Ericha Lassmanna, která není památkově chráněna, je sousedním domem v Rooseveltově ulici. U obou vil bylo použito shodné řešení jak pro oplocení, a to z lomového kamene s betonovými rámy a drátěným pletivem, tak pro parkovou úpravu zahrady.
Po roce 1945 byla rodina Lassmannova odsunuta a vily v průběhu následujících let měnily majitele a uživatele. Vily nejsou veřejnosti přístupné. 